# Gnathia capillata
Gnathia capillata är en kräftdjursart som beskrevs av Nunomura 2004. Gnathia capillata ingår i släktet Gnathia och familjen Gnathiidae. Inga underarter finns listade i Catalogue of Life.